# Percarina
Percarina és un gènere de peixos pertanyent a la família dels pèrcids.

## Espècie
Actualment hi ha 2 espècies reconegudes en el gènere:
- Percarina demidoffii Nordmann, 1840 (Common percarina)
- Percarina maeotica Kuznetsov, 1888 (Azov percarina)

## La distribució geogràfica
Trobada en el mar Negre i en estuaris i llacs costaners; principalment en el canal Mar Negre-Danubi, riu Dnièster, Buh Meridional i el Dnièper.